# یوشیرو موری‌یاما
یوشیرو موری‌یاما (به انگلیسی: Yoshiro Moriyama) بازیکن فوتبال اهل ژاپن و عضو تیم ملی فوتبال ژاپن است که در تاریخ ۰۸ ژوئیه ۱۹۹۴ میلادی اولین بازی ملی‌اش را انجام داد. او در ۷ بازی ملی حضور داشت و آخرین بازی ملی خود را در تاریخ ۱۱ اکتبر ۱۹۹۴ میلادی انجام داد. یوشیرو موری‌یاما در بازی‌های ملی‌اش
گلی به ثمر نرساند.